# Азеркосмос
Космическое Агентство Азербайджанской Республики (Азеркосмос) (азерб. Azərbaycan Respublikasının Kosmik Agentliyi) — спутниковый оператор Азербайджана. Первый спутниковый оператор в Кавказском регионе.
Aзеркосмос обеспечивает спутниковые снимки и услуги геоинформации.

## История
В ходе заседания Кабинета министров в 2008 году президент Ильхам Алиев поставил задачу создать космическую отрасль и запустить искусственный телекоммуникационный спутник в Азербайджанской Республике. Выполнение задачи было поручено Министерству связи и высоких технологий. В августе 2009 года президент Ильхам Алиев подписал указ о государственной программе по созданию и развитию космической промышленности в Азербайджане.
3 мая 2010 года указом президента №885 с целью осуществления запуска и эксплуатации телекоммуникационных спутников Азербайджанской Республики создано ОАО «Азеркосмос».
В октябре 2017 года  ОАО «Азеркосмос» выведено из подчинения Министерства транспорта, связи и высоких технологий, и стало ответственным непосредственно перед Кабинетом Министров.
27 апреля 2021 года ОАО преобразовано в государственное агентство «Космическое Агентство АР (АзерКосмос)», и подчинено Министерству цифрового развития и транспорта Азербайджана.

## Спутники
- Azerspace-1 — телекоммуникационный спутник, охватывающий Европу, Кавказ, Африку, Ближний Восток и Центральную Азию. Предоставляет услуги радио- и телевещания, зашифрованной связи, высокоскоростной передачи данных[11]. Расположен на 46° восточной долготы[12]. В мае 2010 года Министерство связи и высоких технологий заключило соглашение со спутниковыми системами «Measat» Малайзии об аренде геостационарного положения на уровне 46° восточной долготы, принадлежащего правительству Малайзии[4][13]. Строительство спутника осуществлялось компанией Orbital Sciences Corporation, запуск — французской компанией Arianespace[14]. Выведен на орбиту 7 февраля 2013 года. Спутник «Azerspace-1» с передовой технологической конструкцией и гибкими возможностями подключения, устойчивой информацией и услугами связи является передатчиком в пространстве более 50 стран в Африке, Европе, Центральной Азии и на Ближнем Востоке[15].
- Azerspace-2 — телекоммуникационный спутник. Выведен на орбиту 25 сентября 2018 года. Обеспечивает широкополосную сеть интернет. Охватывает территорию Европы, Ближнего Востока, Африки к югу от Сахары и Центральной и Южной Азии[16][17]. Расположен на 45° восточной долготы[18][19][20].
- Azersky — спутник наблюдения Земли. В декабре 2014 года Aзеркосмос получил право управлять и коммерциализировать Azersky, с высоким разрешением (1,5 метра (4,9 фута) черно-белого и 6-метрового) оптического спутника наблюдения Земли[21]. Комбинированный потенциал приема изображений от «Azersky» и «Spot-6» составляет шесть миллионов квадратных километров в день. Это означает, что каждый пункт на земном шаре можно наблюдать ежедневно в высоком разрешении. «Azersky» имеет широкий спектр применения, в том числе реагирование на чрезвычайные ситуации, исследование природных ресурсов, морское наблюдение, морская навигация, охрана окружающей среды, городское планирование, картография, сельское хозяйство и туризм[20]. Выведен на орбиту 30 июня 2014 года подразделением Airbus Defence and Space компании Airbus[22]. Передан в управление «Азеркосмосу» в декабре 2014 года.  20 апреля 2023 года прекратил работу из-за поломки[23].

Запасная спутниковая станция наземного управления расположена в 2 км к юго-востоку от села Гахаб Нахичеванской области Азербайджана.

## Деятельность
Является экспортёром спутниковых услуг. В 2020 году «Азеркосмос» экспортировал спутниковые услуги в 30 стран мира.
За январь-ноябрь 2023 года экспортировано спутниковых услуг в 48 стран мира. В первую пятёрку стран по объёму экспортированных услуг в 2023 году вошли Великобритания, Люксембург, ОАЭ, Германия, Нигерия.
12 января 2024 года Азербайджан зарегистрировал собственную орбитальную позицию в космосе на 46° восточной долготы. Зарегистрировано управление диапазоном частотных полос C и Ku, используемым спутником Azerspace-1. Данная позиция перешла Азербайджану от Малайзии. Это первая и на 12 января 2024 года единственная орбитальная позиция Азербайджана.
В 2026 году планируется запустить спутник Azersky-2. Планируется также вывод на орбиту спутников Аzersky 2А и Azersky 2B.
5 апреля 2024 года компанией представлена платформа для измерения изменения климата из космоса. Это первая подобная платформа в Азербайджане.
Создан сайт Climate Report, на котором размещается информация о территории Азербайджана, собранная со спутников.
В рамках 29-й конференции ООН по изменению климата (2024), которая будет проведена в Баку в ноябре 2024 года, при участии и организации «Азеркосмос» планируется проведение саммита космических агентств.
В мае 2024 года подписано соглашение о сотрудничестве с компанией Viasat для предоставления в Азербайджане спутниковых услуг L-диапазона.
В сентябре 2024 года подписан договор о сотрудничестве с глобальным спутниковым оператором, компанией ABS, что позволит «Азеркосмос» предоставлять услуги Pay TV на территории Нигерии посредством спутника, принадлежащего компании ABS.
Также в сентябре 2024 года с целью обеспечения связью отдалённых регионов, не имеющих традиционной инфраструктуры связи, компания подписала договор с производителем спутниковых терминалов StarWin (Китай). Услуги будут предоставляться посредством спутниковой интернет-платформы Azconnexus и мобильных спутниковых терминалов StarWin.